# Episinus conifer
Episinus conifer là một loài nhện trong họ Theridiidae.
Loài này thuộc chi Episinus. Episinus conifer được Arthur T. Urquhart. miêu tả năm 1886.